# Guamal (Kolumbia)
Guamal – miasto w Kolumbii, w departamencie Meta.